# (You Make Me Feel Like) A Natural Woman
«(You Make Me Feel Like) A Natural Woman» es un sencillo de 1967 lanzado por la cantante de soul estadounidense Aretha Franklin en la discográfica Atlantic. La canción fue coescrita por Carole King y Gerry Goffin, con la contribución del productor de Atlantic, Jerry Wexler. La canción fue un gran éxito para Franklin, alcanzando el número 8 en el Billboard Hot 100,  y se convirtió en una canción estándar para ella. Franklin también incluyó una grabación en vivo en el álbum Aretha in Paris en 1968. Las versiones también han sido interpretadas y grabadas por la propia King, Mary J. Blige, Celine Dion y muchas otras. En los Premio Kennedy de 2015, Aretha Franklin interpretó la canción para honrar a la ganadora del premio, Carole King.

## Grabación original
Escrita por la famosa asociación de Gerry Goffin y Carole King, la canción fue inspirada por el copropietario y productor de Atlantic Records, Jerry Wexler. Como se relata en su autobiografía, Wexler, un estudiante de la cultura musical afroestadounidense, había estado reflexionando sobre el concepto del «hombre natural», cuando conducía por King en las calles de Nueva York. Él le gritó que quería una canción de «mujer natural» para el próximo álbum de Aretha Franklin. En agradecimiento, Goffin y King le otorgaron a Wexler un crédito de coescritura.

### Personal
- Aretha Franklin - voces principales
- Spooner Oldham - piano
- Tommy Cogbill - bajo
- Gene Chrisman - tambores
- The Sweet Inspirations, Carolyn Franklin & Erma Franklin - voces de fondo
- Cuerdas conducidas por  Ralph Burns

### Listas
| Lista (1967)                       | Posición más alta |
| ---------------------------------- | ----------------- |
| Australia                          | 36                |
| Canadá (RPM)                       | 11                |
| Estados Unidos (Billboard Hot 100) | 8                 |
| Estados Unidos (Billboard R&B)     | 2                 |
| Estados Unidos (Cash Box Top 100)  | 12                |

## Versiones posteriores

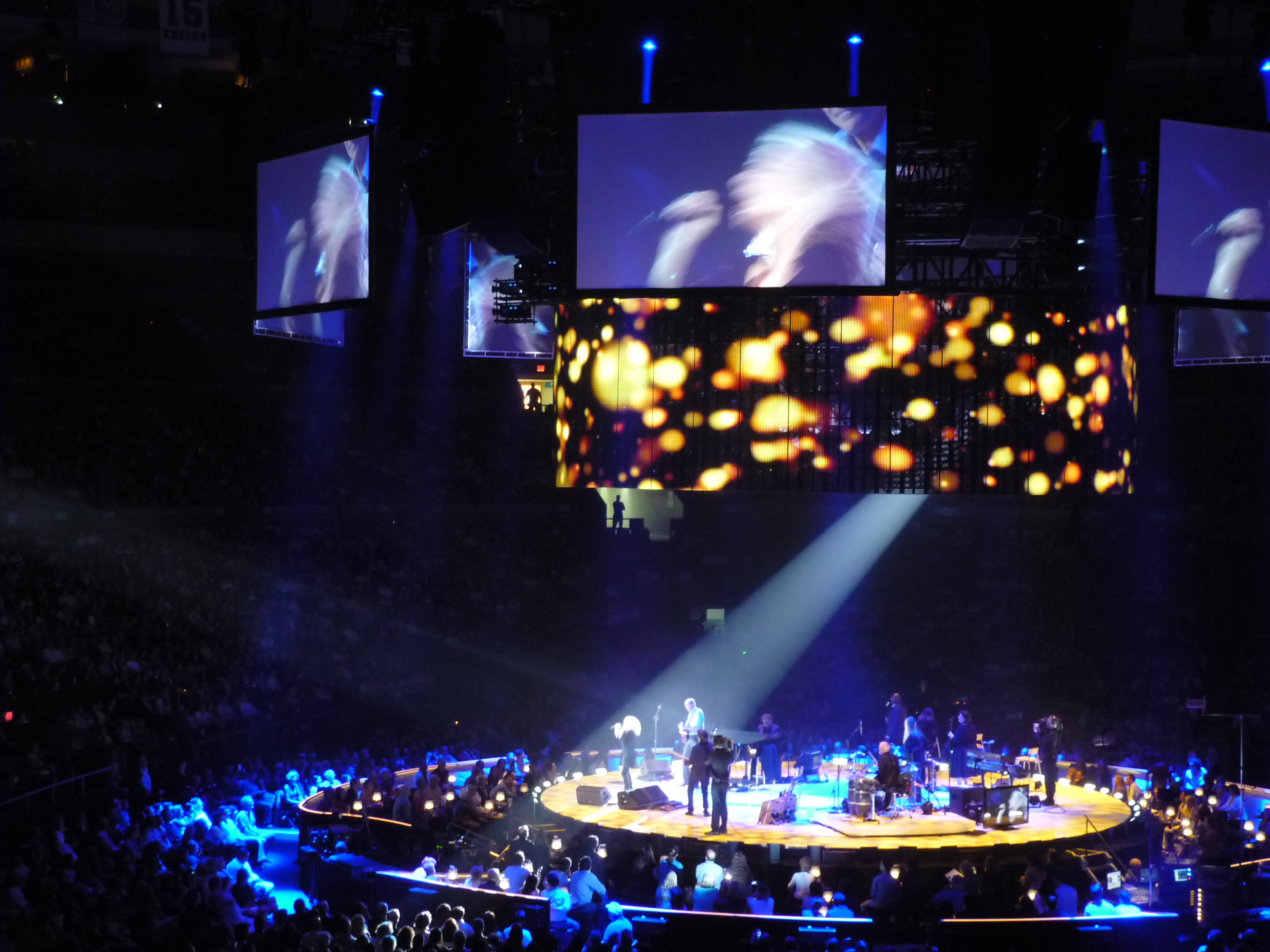
Carole King interpretando «(You Make Me Feel Like) A Natural Woman» en 2010

«Natural Woman»  fue lanzado por Peggy Lipton  en 1968 en su álbum homónimo en Ode Records, y por Freddie Hughes en 1968 como «Natural Man» (Wand Records 1192), y por George Benson en su álbum Goodies en 1968 (Verve Records V6-8771).
Peggy Lee lanzó una versión en su álbum de 1969, A Natural Woman.
Fue grabado por Carole King en su álbum de 1971, Tapestry. Celine Dion grabó la canción en 1995 para el álbum Tapestry Revisited: A Tribute to Carole King, y la lanzó como sencillo. Mary J. Blige también grabó la canción ese año para New York Undercover.
Rod Stewart versionó la canción en su álbum Smiler en 1974.
Joyce Sims  grabó una versión de la canción para su álbum de 1989, All About Love.
Beccy Cole versionó la canción en vivo en su álbum de 2007, Live @ Lizotte's.
Carole King y Gloria Estefan interpretaron la canción en mayo de 2009 en los conciertos de She's Got a Friend en el Foxwoods Resort Casino en Connecticut. El audio de una de las actuaciones se incluyó en algunas ediciones del álbum 2013 de Estefan, The Standards.
En 2012, Christine Anu cubrió la canción en su álbum, Rewind: The Aretha Franklin Songbook.
En diciembre de 2015, la propia Aretha Franklin dio una actuación universalmente aclamada en los Premios Kennedy en 2015 durante la sección de la homenaje a Carole King.

### Versión de Mary J. Blige

#### Listas
| Lista (1995–96)                        | Posición más alta |
| -------------------------------------- | ----------------- |
| Estados Unidos (Billboard Hot 100)     | 95                |
| Estados Unidos (Hot R&B/Hip-Hop Songs) | 39                |
| Nueva Zelanda (Recorded Music NZ)      | 15                |
| Países Bajos (Dutch Top 40)            | 36                |
| Países Bajos (Mega Single Top 100)     | 46                |
| Reino Unido (UK Singles Chart)         | 23                |

### Versión de Celine Dion
«(You Make Me Feel Like) A Natural Woman» fue lanzado como un sencillo promocional por Celine Dion en noviembre de 1995 en América del Norte y el Reino Unido. Fue presentado en un álbum tributo a Carole King, llamado Tapestry Revisited: A Tribute to Carole King, emitido el 24 de octubre de 1995. Más tarde, Dion incluyó esta canción en la mayoría de las ediciones de su álbum de 1996 Falling into You. La pista fue producida por David Foster. La versión de Dion disfrutó de un éxito moderado en las listas contemporáneas de adultos, alcanzando el número 4 en Canadá y el número 31 en los Estados Unidos. En 2008, la canción apareció en la versión estadounidense de My Love: Ultimate Essential Collection. Cuando Falling Into You ganó el Grammy por el álbum del año en 1997, la canción se convirtió en la primera en aparecer en dos álbumes ganadores del álbum, después del éxito de Tapestry en 1971.
El 14 de abril de 1998, Dion, Aretha Franklin, Mariah Carey, Shania Twain, Gloria Estefan y Carole King interpretaron la canción durante un concierto de VH1 Divas en el Beacon Theatre de Nueva York. Las seis vocalistas fueron reclutadas por la red de música por cable VH1 para recaudar dinero para Save the Music, su organización benéfica de educación. Presentado extensamente en la prensa, el evento fue ganador de clasificaciones para VH1, tan exitoso, de hecho, que la red organizó el lanzamiento del concierto en disco y cinta el 6 de octubre de 1998. En ese momento «(You Make Me Feel Like) A Natural Woman» (interpretada por todas las divas) se lanzó como un sencillo de radio en países seleccionados.

#### Personal
- Celine Dion – intérprete, voz (fondo)
- Lynn Davis – voz (fondo)
- David Foster – arreglista, teclados, productor
- Gerry Goffin – compositor
- Carole King – compositora
- Michael Thompson – guitarra
- Jerry Wexler – compositor

#### Lista de canciones y formatos
Sencillo promocional en CD de 1995
1. «(You Make Me Feel Like) A Natural Woman» – 3:40

Sencillo promocional en CD de 1998
1. «(You Make Me Feel Like) A Natural Woman» (en vivo) – 5:15
2. «You've Got a Friend» (en vivo) – 5:28

#### Listas
| Lista (1995–96)                               | Posición más alta |
| --------------------------------------------- | ----------------- |
| Canadá (RPM Top Singles)                      | 47                |
| Canadá (RPM Adult Contemporary)               | 4                 |
| Estados Unidos (Billboard Adult Contemporary) | 31                |

| Lista (1996)                    | Posición más alta |
| ------------------------------- | ----------------- |
| Canadá (RPM Adult Contemporary) | 53                |